# Панцер III
Панцер III (PzKpfw III) је био немачки средњи тенк који је уведен у наоружање 1939. године. Учествовао је у свим већим кампањама у Другом светском рату.

## Развој
На основу спецификација немачког генерала Хајнца Гудеријана, Одсек за наоружање немачке војске сачинио је план за израду средњег тенка максималне тежине до 24.000 kg и максималне брзине од 35 km/h. Ово оклопно возило је требало да буде основни тенк у наоружању немачких оклопних дивизија, способно да се супротстави и надјача противничке тенкове.
Панцер III је био добар, али не и изузетан тенк по питању оклопа, наоружања и мобилности. Ипак, његов најзначајнији утицај је прелазак на трочлану посаду у куполи (нишанџија, послужилац и командир) у односу на дотадашње куполе са два члана посаде што је омогућило командиру да обавља своју основну функцију, а то је да прати ситуацију на бојишту и издаје одговарајуће команде другим члановима посаде.
Даимлер-Бенц, Круп, МАН и Рајнметал су произвели прототипе. Тестирање прототипова је спроведено у току 1936. и 1937. године, и изабран је прототип који је произвео Дајмлер-Бенц. Први Панцер III А је сишао са производне траке у мају 1937. године, а укупно је произведено 10 ових возила од којих су два била ненаоружана. Масовна производња тенка отпочела је тек 1939. године и то са моделом Е. Рани модели су као главно наоружање имали 37 mm. Иако је првобитна спецификација предвиђала да Панцер III буде наоружан топом калибра 50 mm са великом почетном брзином зрна, тадашњи стандардни немачки противтенковски топ је био калибра 37 mm, па је у интересу стандардизације одлучено да нови тенк буде наоружан овим топом. Ипак, Панцер III је задржао прстен куполе великог пречника што је омогућило уградњу јачег главног наоружања у каснијим варијантама.
Између 1937. и 1940. године учињени су покушаји да се изврши стандардизација делова између Круповог Панцера IV и Дајмлер-Бенцовог Панцера III.
Панцер III је требало да буде основни тенк немачке војске. Међутим, показало се да ни његов новији топ калибра 50 mm није у стању да пробије дебели оклоп руског тенка Т-34, због чега је био замењен боље наоружаном варијантом Панцера IV, који је био опремљен топом калибра 75 mm са великом почетном брзином пројектила.
Касније, током рата Панцер III је такође био наоружан топом калибра 75 mm (првобитно коришћеног на Панцеру IV). Због мале почетне брзине пројектила био је намењен за пружање блиске ватрене подршке и борбу против непријатељске пешадије (обично штитећи веће Пантере).
Панцер III је коришћен у кампањама против Пољске, Француске и Совјетског Савеза као и у Северној Африци. Неки су још увек били у употреби током борби у Нормандији и Арнхему 1944. године.

## Карактеристике

### Оклоп
Панцер III, модели од А до Ц имали су благо закошени оклоп од хомогеног челика дебљине 15 mm, док је дебљина оклопа на горњем делу износила 10 mm, а на поду тенка 5 mm. Убрзо је установљено да је постојећа оклопна заштита недовољна због чега је дебљина оклопа код модела Д, Е, Ф и Г повећана на 30 mm, док је модел Х имао други додатни слој оклопа дебљине 30 mm причвршћен са предње и задње стране тенка. Модел Ј је имао плочу од пуног челика дебљине 50 mm са предње и задње стране, док су модели Л, М и Н имали додатни слој оклопа дебљине 20 mm на предњој страни тела тенка.
Неуобичајено дебео оклоп на задњем делу тенка Панцер III значио је да овај тенк може да се супротстави противничким тенковима и у нападу и у повлвачењу док су други тенкови током борбе били принуђени да опрезно маневришу како не би изложили непријатељу своју слабо оклопљену позадину.

### Наоружање
Панцер III је био намењен за борбу са другим тенквоима. С обзиром на то да је 1935. године стандардни немачки противтенковски топ био KwK36 L/45 калибра 37 mm, први тенкови од модела А до модела Ф су били наоружани овим топом. Пројектил тог малокалибарског топа је имао почетну брзину од 645 метара у секунди. То значи да је и поред таквог калибра имао сва обележја топа са великом почетном брзином пројектила, али се баш и није могао ефикасно употребљавати у борби против непријатељске пешадије и противтенковских батерија. Генерал-пуковник Хајнц Гудеријан је по окончању инвазије на Пољску 1939. године и пред планирани напад на Француску тражио да тај тенк добије топ од 50 mm. Такав топ би био већи и користио би пројектил који би такође имао велику почетну брзину, али би могао да испаљује и високоексплозивне пројектиле који би били довољно снажни да обаве исти посао као и пројектил топа од 75 mm KwK L/24 на Панцеру IV.
Гудеријан, на крају, пре битке за Француску, маја 1940. године, ипак није добио топове од 50 mm за Панцере III. Топ који је добио имао је цев као и, у то доба стандардни немачки противтенковски топ, калибра 37 mm.
Ипак, како је дизајн тенка обухватио јачи прстен куполе него што је то било потребно за монтажу овог топа било је могуће извршити пренаоружавање каснијих верзија тенка од модела Г до модела М са тежим топовима KwK38 L/42 и KwK39 L/60 калибра 50 mm.
Модел Н је био наоружан истим топом KwK37 L/24 калибра 75 mm са којим су били наоружани први модели тенка Панцер IV. Дебљина чеоног оклопа је повећана са 30 на 50 mm без смањења брзине. Фабрика која га је производила ипак није успела у њега да „угура“ дугачак тзв. "јуришни топ" (скраћено StuK) калибра 75 mm, јер је обруч куполе био премали. Међутим, жртвовањем куполе, тај топ је могао да се монтира на тело тенка. Резултат је био тзв. „Јуришни топ“ - "Штурмгешиц" (скраћено StuG III). Овај модел био је намењен за пружање блиске подршке пешадији и који је све више коришћен као тзв. "ловац тенкова" (нем. Jagdpanzer).
Сви модели до модела Ф били су наоружани са два спрегнута митрањеза калибра 7.92 mm и једним митраљезом у телу тенка. Каснији модели имали су само један спрегнути митраљез.

### Мобилност
Панцер III, од модела А до модела Ц погонио је мотор од 230 КС, дванестоцилиндрични Мајбах ХЛ 108 ТР (Maybach HL 108 TR) који је могао да развије 32 km/h и имао је домет 150 km. Сви каснији модел били су опремљени моторот снаге 320 КС, дванестоцилиндричним Мајбахом ХЛ 120 ТР (Maybach HL 120 TR). Максимална брзина варирала је од модела до модела, у зависности од трансмисије, оклопа и наоружања али је углавном била око 40 km/h. Домет је углавном био око 150 km.
У Панцер III је био уграђен и, у то доба, најновији и практично револуционарни проналазак др. Фердинанда Поршеа: вешање системом торзионих опруга. Тај проналазак је пре тога са веома великим успехом био тестиран на полугусеничарима и већ се уграђивао у серијски произвођен аутомобил Фолксваген. Код тенка је тај систем имао веома велику предност јер је само део вешања био изложен непријатељској ватри.
Као и сви други немачки тенкови у Другом светском рату и Панцер III је као гориво користио бензин.

### Посада
Панцер III је имао петочлану посаду коју су сачињавали: командир, нишанџија и послужилац у куполи и возач и радиста/митраљезац у предњем делу тела тенка.

## Борбена употреба
У нападу на Пољску септембра 1939. године учествовало је 98, а у нападу на Француку, у мају 1940. године 350 тенкова Панцер III и то углавном модел Е, мада је било и старијих модела.. Топ модела Е од 37 mm био је превише слаб да би пробио оклоп француских тенкова, а његов оклоп максималне дебљине 30 mm није пружао заштиту од британских противтенковских топова од 2 фунте (40 mm). Исти проблем дошао је до изражаја и на почетку немачке кампање у Северној Африци. Због тога је главно наоружање замењено Круповим топом калибра 50 mm који је уграђиван у моделе Е до Х. Нови топ није био задовољавајуће решење због мале почетне брзине зрна и због недовољне пробојне моћи али је испаљивао корисне високоексплозивне гранате и имао је већи домет од британских двофунташа.
Непосредно пред напад на СССР, према стању на дан 1. јула 1941. године Вермахт је располагао са 327 тенкова Панцер III са топом калибра 37 mm и са 1174 тенка истог типа али са топом калибра 50 mm. Иако се добро показао у почетној фази кампање, појава совјетских тенкова Т-34 и КВ-1 у већем броју учинила га је неадекватним. Због тога је у њега уграђен нови топ калибра 50 mm, са великом почетном брзином зрна али ни он није имао довољну пробојну моћ да би Панцер III могао да се равноправно супротстави новим совјетским тенковима. На дан 1. априла 1942. године, немачка војска располагала је са 131 тенком Панцер III са топом од 37 mm и са 1893 тенка овог типа са топом калибра 50 mm.
У периоду од септембра 1942. до маја 1943. године, организациона структура новоформираних тешких тенковских чета предвиђала је да чети тешких тенкова сачињеној од 9 тенкова Тигар, ватрену подршку пружа 10 тенкова Панцер III модел Н.
После 1943. године Панцер III је опремљен додатним демонтажним оклопом који се сатојао од више челичних полоча дебљине 5 mm монтираних на посебне носаче са обе стране тенка. Тзв. кумулативни екрани протезали су се целом дужином тенка, а могли су бити монтирани и око куполе. Намена им је била да штите слабо оклопљене бокове тенка од дејства противтенковских пушака и кумулативних граната. Од 1943. године Панцер III је био премазиван заштитном „зимерит“ пастом, на бази бетона. Ова паста је требало да онемогући приањање магнетних мина на равне површине на тенку. Употребљавана је до краја 1944. године.

## Варијанте

### Панцер III модел А - PzKpfw III Ausf. A
Модел А је први од четири прототипа које је израдила фабрика Дајмлер Бенц након што је заједно са фабриком Круп победила на конкурсу немачке војске. Први прототип тенка Панцер III модел А направљен је 1936. године. Био је тежак 15.4 тоне и развијао је брзину од 32 km/h. Тенк је био равномерно оклопљен челичним плочама дебљине 15 mm. Произведено је укупно 10 возила модела А.
Ходни део тенка чинило је пет потпорних точкова и два точка носача гусеница са сваке стране. Погон је био на предње точкове. Купола је по изгледу била слична куполи тенка Панцер IV, али је њен прстен био мањи, што ће касније онемогућити уградњу јачег главног наоружања за којим се јавила потреба у другој половини рата.
Главно наоружање чинио је један топ калибра 37 mm KwK L/45 монтиран у куполу и три митраљеза MG 34 калибра 7,92 mm, од којих два спрегнута у куполи и један у предњој оклопној плочи тела тенка.
Модел А је имао 5 чланова посаде.

### Панцер III модел Б - PzKpfw III Ausf. B
Највећа разлика у односу на модел А био је потпуно редизајниран ходни део. Модел Б имао је осам малих потпорних точкова и три точка носача гусеница. Купола и поклопац мотора су такође били редизајнирани. Тенк је и даље био равномерно оклопљен са оклопним плочама дељбине 15 mm, осим оклопа на крова куполе који је био дебео 10 mm. Максимална маса модела Б је била 15.9 тона. Главно наоружање чинио је један топ од 37 mm KwK L/46.5 смештен у куполи и два митраљеза MG 34.
Модел Б је произвден у малој серији и уведен је у оперативну употребу током 1937. године. Након инвазије на Пољску, у фебруару 1940. године, модел Б је повучен из борбених јединица, због слабе оклопне заштите и незадовољавајућег вешања.

### Панцер III модел Д - PzKpfw III Ausf. D
У периоду од јануара до јуна 1938. године произведено је 30 примерака тенка Панцер III модел Д. Тенк је био тежак 16 тона и развијао је максималну брзину од 40 km/h на путу. Покретао га је мотор Мајбах ХЛ108 ТР.
Тенк је био равномерно оклопљен челичним плочама дебљине 15 mm, бленда топа је била 15 mm дебела, кров куполе 10 mm, а дно тенка 5 mm. Био је наоружан једним топом калибра 37 mm KwK L/46.5 и са два митраљеза MG 34 калибра 7,92 mm. На овом моделу унапређено је вешање додавањем опруга на први и последњи пар потпорних точкова. Редизајнирани су трансмисија, погонски точак и лењивац. Ово је био последњи модел тенка Панцер III са основном оклопном заштитом дебљине 15 mm, мада је на овом моделу по први пут уведена нова, редизајнирана купола са оклопном заштитом од 30 mm и са пет отвора за осматрање. Задњи део тела и надграђе су такође претрпели мање измене у циљу повећања оклопне заштите.
После кампање у Пољској, модел Д је, у фебруару 1940. године повучен из употребе, осим неколико примерака који су учествовали у нападу на Норвешку у априлу 1940. године.

### Панцер III модел Е/Ф - PzKpfw III Ausf. E/F
Модел Е је био први модел тенка Панцер III који је ушао у серијску производњу. У периоду од децембра 1938. до октобра 1939. године произведено је укупно 96 тенкова Панцер III, модел Е. Од свог претходника се разликовао по ходном делу који се састојао од 6 малих потпорних точкова са независним вешањем и три точка носача гусеница, са сваке стране. Погонски точак се налазио напред. Овакав ходни део примењивао се и на свим осталим моделима овог тенка који су уследили након модела Е. Такође, од модела Е, излаз са случај нужде на обе стране тела тенка постаје стандард.
На моделу Е је значајно повећана оклопна заштита. Купола је са свих страна била оклопљена челичним плочама дебљине 30 mm, бленда топа је била 30 mm, а кров куполе 12 mm дебео. Предња и бочне стране тела и надграђа су такође били оклопљене челичним плочама дебљине 30 mm, а задњи оклоп је био 21 mm дебео. Појачана оклопна заштита довела је и до значајног повећања тежине тенка која је износила 19.5 тона. Брзина тенка на путу била је 40 km/h, а досег 165 km (на путу).
Наоружање је чинио топ калибра 37 mm KwK L/46.5, који је од 1942. године замењем топом калибра 50 mm KwK L/42. Споредно наоружање чинила су два митраљеза MG 34, калибра 7,92 mm. Паралелно са пренаоружавањем појачана је и оклопна заштита тенка уградњом додатних оклопних плоча дебљине 30 mm са предње и задње стране тела тенка.
Модел Ф се од модела Е разликовао само по новом систему за паљење. Настао је као резултат потребе за масовном производњом средњих тенкова. У периоду од септембра 1939. до јула 1940. године произведено је укупно 435 тенкова овог модела. Највећи број био је наоружан топом KwK калибра 37 mm, али је у око 100 примерака овог тенка фабрички уграђен топ KwK L/42 калибра 50 mm. У исто време када је извршено пренаоружавање, издата је и наредба да се оклопна заштита тенка појача монтирањем додатних оклопних плоча дебљине 30 mm, на тело и надграђе тенка.

### Панцер III модел Г - PzKpfw III Ausf. G
У периоду од априла 1940. до фебруара 1941. године укупно је произведено 600 примерака овог модела. Цела серија требало је да буде наоружана са топом KwK калибра 37 mm али су искуства из кампања у Пољској и Француској показала потребу за јачим наоружањем. Због тога је највећи део тенкова из серије био наоружан топом KwK L/42 калибра 50 mm. Од претходног модела разликовао се по дебљем задњем оклопу који је са 21 mm појачан на 30 mm, и по новом ротирајућем визиру за возача. Купола је модификована тако што је у кров уграђен отвор за вентилацију, а уклоњен је један отвор за сигнализацију. На каснијим примерцима су, поред модификоване куполе, уграђиване и нове шире гусенице, чија ширина је била 40 mm.

### Панцер III модел Х - PzKpfw III Ausf. H
Модел Х је био први модел тенка Панцер III у који је уграђен топ калибра 50 mm KwK L/42. У периоду од октобра 1940. до априла 1941. године произведено је укупно 308 возила овог типа. Иако је првобитна наруџбина из јануара 1939. године предвиђала производњу 759 возила модел Х, број произведених возила био је мањи зато што су производни капацитети преоријентисани на нови модел Л који је био боље оклопљен.
Панцер III модел Х био је тежак 21.8 тона и постизао је максималну брзину од 40 km/h на путу. Главно наоружање чинио је један топ калибра 50 mm KwK L/42 и два митраљеза MG 34 калибра 7,92 mm. Тенк је био равномерно оклопљен челичним плочама дебљине 30 mm, осим крова куполе који је био дебео 10 mm, дна тенка дебљине 16 mm и бленде топа дебљине 37 mm. Кампање у Пољској и Француској указале су на недовољну оклопну заштиту немачких тенкова али је производња већ била одмакла, па је овај проблем решен додатним оклопним плочама дебљине 30 mm које су биле пришрафљене са предње и задње стране тела и предње стране надградња тенка.
Купола тенка је редизајнирана тако да је на овом моделу задња оклопна плоча на куполи била из једног дела, док је на старијим моделима у њу била усечена командирова купола што је компликовало процес производње. Новину је представљала и корпа за посаду која је била уграђена у куполу, а која ће од овог модела постати стандард. Ходни део није претрпео значајније измене, осим што су погонски точак и лењивац редизајнирани.

### Панцер III модел Ј - PzKpfw III Ausf. J
Модел Ј је био први модел тенка Панцер III на којем је основна оклопна заштита повећања са 30 на 50 mm. Тенк је био тежак 21.5 тону и постизао је максималну брзину од 40 km/h на путу. Досег је био 155 km на путу. Наоружање тенка чинио је један топ калибра 50 mm KwK L/42 и два митраљеза MG 34 калибра 7,92 mm.
Повећање оклопне заштите са предње и задње стране тела и надграђа захтевало је додатне модификације. Возачев визир је редизајниран, а митраљез у телу је био смештен у ново, лоптасто лежиште. Двокрилни поклопци на боковима куполе замењени су једнокрилним. Од априла 1942. године на овај модел уграђују се додатне оклопне плоче дебљине 20 mm, на бленду топа и предњу страну надграђа и то на малом растојању од основног оклопа.
У периоду од марта 1941. до јула 1942. године произведено је укупно 1549 примерака овог модела. Модел Ј је коришћен у Русији и Северној Африци. На почетку летње кампање у Русији, у јуну 1942. године, Вермахт је располагао са око 500 тенкова овог модела. Годину дана касније, пред почетак Курске битке, у наоружању јединица немачке Армијске групе „Центар“ и „Југ“ налазило се 141 возило овог типа.

### Панцер III модел Л - PzKpfw III Ausf. L
У периоду од јуна до децембра 1942. године произведено је укупно 653 тенка Панцер III модел Л. У марту 1942. године немачка војска спровела је студију са циљем да се утврди могућност уградње куполе тенка Панцер IV на тело тенка Панцер III. Студија је закључила да би то довело до значајног повећања тежине тенка што би створило потребу за додатним модификацијама. Због тога је настављена производња модела Л са топом калибра 50 mm KwK39 L/60. Споредно наружање чинила су два митраљеза MG 34, калибра 7,92 mm.
У односу на претходни модел код модела Л повећана је оклопна заштита. Тако је предњи оклоп куполе са 30 mm повећан на 57 mm, бокови и задња страна куполе били су 30 mm дебели, а кров куполе је био 10 mm дебео. Тело и надграђе су за задње и предње стране били оклопљеним челичним плочама дебљине 50 mm, док су бокови били 30 mm дебели. Оклопљено дно тенка било је 16 mm дебело. Додатна оклопна заштита повећала је тежину тенка на 22.7 тона.
Модел Л био је опремљен додатним оклопом дебљине 20 mm који је уграђиван на предњој оклопној плочи надграђа и куполе тенка и то на малом растојању од постојећег оклопа.

### Панцер III модел М - PzKpfw III Ausf. M
У периоду од октобра 1942. до фебруара 1943. године укупно је произведено 250 тенкова Панцер III модел М. Иако је првобитна наруџбина износила 1000 тенкова, немачка врховна команда копнених снага, која је разматрала могућност да се постојећи тенкови Панцер III замене новим тенковима типа Пантер, донела је у марту 1942. године одлуку да се наруџбина смањи на 775 примерака. Убрзо затим знатан број шасија модела М преусмерен је на производњу јуришних топова StuG, због чега је произведено само 250 примерака овог модела.
Модел М био је наоружан топом KwK39 L/60 калибра 50 mm и са два митраљеза MG 34 калибра 7,92 mm. Међутим, како се нови краткоцевни топ KwK L/24 калибра 75 mm, који се уграђивао у модел Н, показао као одлично решење, одлучено је да се преостали примерци модела М већ у процесу производње пренаоружају овим топом.
Модел М се од свог претходника модела Л разликовао по опреми за савлађивање водених препрека газом. Око свих отвора на тенку и споја куполе и тела постављени су уређаји за заптивање, а на издувну грану је монтиран продужетак на чијем крају се налазио самозаптивајући вентил који је спречавао продор воде. Такође, нови модел разликовао се и по положају бацача димних бомби који су били монтирани на куполи, по три са сваке стране.

### Панцер III модел Н - PzKpfw III Ausf. N
Модел Н је био први модел тенка Панцер III у који је уграђен топ калибра 75 mm. Максимална маса тенка износила је 23 тоне и постизао је максималну брзину од 40 km/h на путу. Досег је био 155 km на путу. Наоружање је чинио један топ калибра 75 mm KwK L/24 и два митраљеза MG 34 калибра 7,92 mm. У периоду од јуна 1942. до августа 1943. године произведено је 663 примерка модела Н, уз додатних 37 возила која су настала конверзијом старијих модела.
У јуну 1942. године донета је одлука да се у тенкове Панцер III угради јачи топ калибра 75 mm KwK L/24. Нови топ користио је не само веома корисне високо-експлозивне гранате, већ и кумулативне гранате које су имале већу пробојну моћ од граната од 50 mm које је користио дугоцевни топ KwK39 L/60. Модел Н је био добро прихваћен од стране посада због чега је наређено да се, у процесу производње у модел М уграђује исти краткоцевни топ калибра 75 mm. На овај начин модификовано је 213 тенкова модел М уз додатних 37 возила која су повучена са фронта због преправке.
Основне карактеристике модела Н биле су исте као код модела Ј, Л и М, са изузетком новог топа калибра 75 mm. Модел Н није имао додатни оклоп на бледни топа због тога што је нови топ био тежи од свог претходника. Каснији тенкови овог модела добиће нову куполу која је била боље оклопљена и на којој је двокрилни поклопац на командировој куполи био замењен једнокрилним.
Од марта 1943. године модел Н добија додатну оклопону заштиту у виду антикумулативних екрана постављених око куполе и дуж тела тенка, са обе стране.
Непосредно пред почетак Курске битке, у наоружању немачке Армијске групе „Центар“ и „Југ“ налазило се 155 тенкова Панцер III модел Н.

## Корисници
- Нацистичка Немачка

## Галерија слика
- Панцер III у Југославији, Други светски рат.
- Панцер III изблиза, вероватно са оригиналним топом калибра 37 мм.